# Анна Элеонора Гессен-Дармштадтская
Анна Элеонора Гессен-Дармштадтская (нем. Anna Eleonore von Hessen-Darmstadt; 30 июля 1601, Дармштадт — 6 мая 1659, Херцберг) — принцесса Гессен-Дармштадтская, в замужестве герцогиня Брауншвейг-Люнебургская.

## Биография
Анна Элеонора — дочь ландграфа Людвига V и его супруги Магдалены Бранденбургской, дочери курфюрста Иоганна Георга.
14 декабря 1617 года в Дармштадте Анна Элеонора вышла замуж за будущего герцога Брауншвейг-Люнебурга Георга. Брак с Элеонорой оказал большое влияние на политику Георга в Гессенской войне между домами Дармштадта и Касселя за Гессен-Марбург. Георг умело пользовался хорошими связями тестя с императором. Анна Элеонора вела со своим отцом обширную переписку по политическим вопросам.
В своём завещании герцог назначил супругу опекуном сыновей вместе со своим братом Фридрихом и шурином Иоганном. Верная отцовскому дому Анна Элеонора незамедлительно назначила своего брата Иоганна командующим войсками Брауншвейг-Люнебурга.

## Потомки
- Магдалена (1618)
- Кристиан Людвиг (1622—1665), герцог Каленберга и Целле, женат на принцессе Доротее Софии Шлезвиг-Гольштейн-Зондербург-Глюксбургской (1636—1689)
- Георг Вильгельм (1624—1705), герцог Каленберга, Целле, Данненберга и Саксен-Лауэнбурга, женат на Элеоноре де Ольбрёз
- Иоганн Фридрих (1625—1679), герцог Брауншвейг-Люнебурга и Ганновера, женат на пфальцграфине Бенедикте Генриетте Зиммернской (1652—1730)
- София Амалия (1628—1685), замужем королём Дании за Фредериком III
- Доротея Магдалена (1629−1630), сестра-близнец Эрнста Августа
- Эрнст Август (1629—1698), курфюрст Ганновера, женат на Софии Ганноверской (1630—1714)
- Анна (1630—1636)